# Unionsgatan

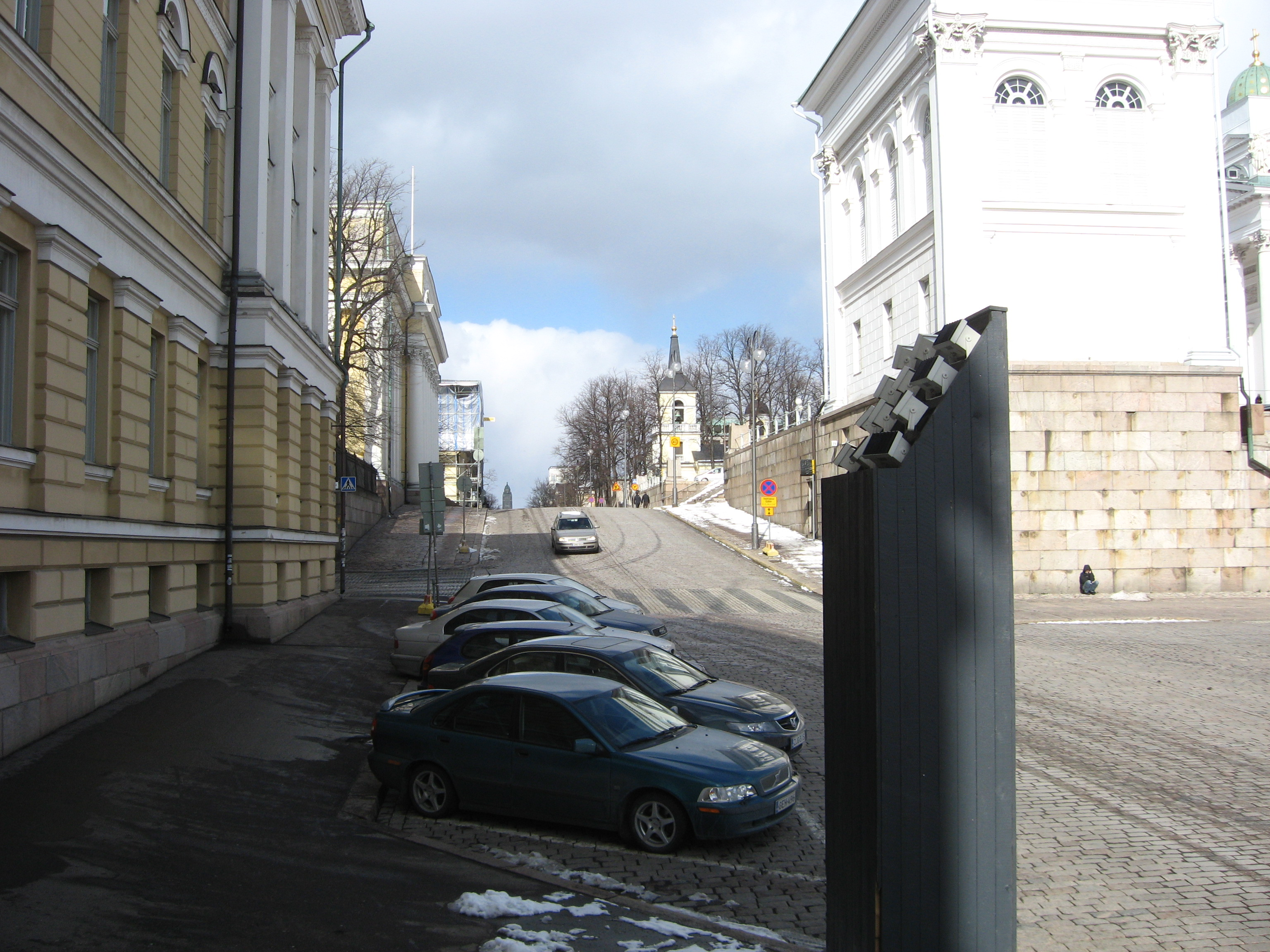
Unionsgatan norr om Senatstorget. Till höger Helsingfors domkyrkas klockstapel och Heliga Treenighetskyrkan, till vänster Helsingfors universitets huvudbyggnad samt Nationalbiblioteket. Vid gatans ände tornet av Berghälls kyrka.

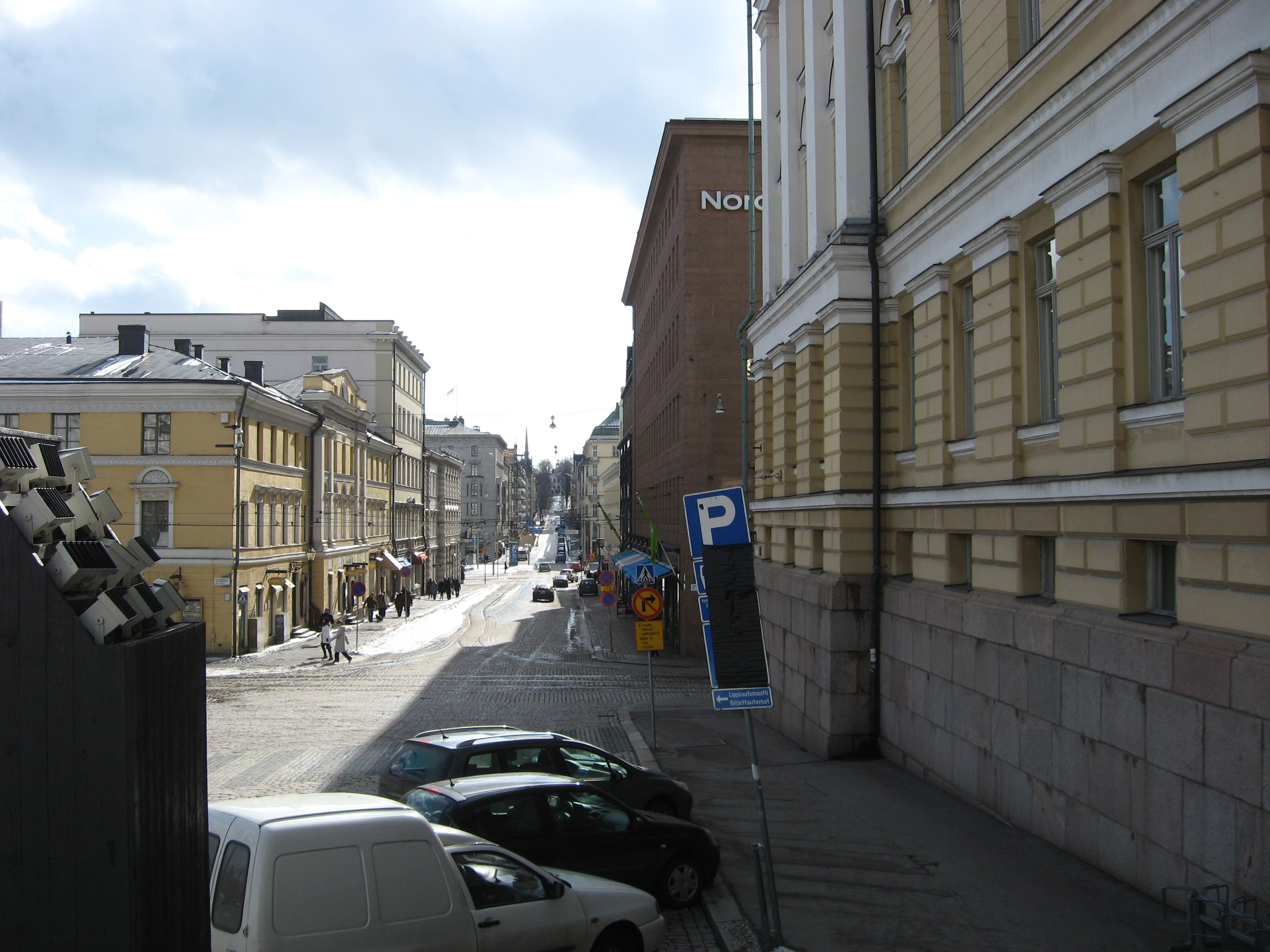
Unionsgatan söder om Senatstorget. Till höger Helsingfors universitets hyvudbyggnad samt Nordeabankens huvudkontor, till vänster Kiseleffska huset. Vid gatans ände Helsingfors universitets observarorium.

Unionsgatan (finska: Unioninkatu), är en gata i stadsdelarna Gloet, Kronohagen och Gardesstaden i södra Helsingfors. Gatan är en av de främsta gatorna i Helsingfors gamla centrum. Gatan sträcker sig från Observatorieberget i söder till Långa bron i norr och har en längd av cirka 1,5 kilometer. Gatans södra del fram till Esplanaden ligger i Gardesstaden medan den norra delen ligger i gränsen mellan Kronohagen och Gloet.
Kopernikusvägen i söder och Broholmsgatan i norr fungerar som direkta förlängningar för Unionsgatan. Kopernikusvägen är en kort gata som leder till portarna av Helsingfors universitets observatorium medan Broholmsgatan leder till från Långa bron till Berghälls kyrka. Sammanlagt har de här gatorna en längd av 2,4 kilometer och därigenom bildar gatorna den längsta raka gatulinjen i Helsingfors centrum.
Vid Unionsgatans södra del nära Observatoriebergets park ligger Tyska kyrkan och Svenska normallyceum. Även Salutorget, Esplanaden och Senatstorget ligger vid Unionsgatan.

## Historia
Unionsgatan mellersta del, den nuvarande sträckan mellan Salutorget och Senatstorget, existerade redan på 1600-talet när Helsingfors hade flyttats till Estnäs. Gatan hette Västra kyrkogatan och låg vid Ulrika Eleonora kyrka. Unionsgatan föddes under 1800-talet när Johan Albrecht Ehrenström skapade den nya detaljplanen för Helsingfors som hade blivit Finlands nya huvudstad. Kejsare Alexander I av Ryssland gav gatan namnet Unionsgatan för att respektera den union som hade skapats mellan Finland och Ryssland vid Borgå lantdag. 

## Tvärgator
Från söder till norr.
- Bernhardsgatan
- Södra Magasinsgatan
- Norra Magasinsgatan
- Södra Esplanaden
- Norra Esplanaden
- Alexandersgatan
- Regeringsgatan
- Universitetsgatan
- Kyrkogatan
- Fredsgatan
- Yrjö-Koskinens gata
- Kajsaniemigatan (västerut), Elisabetsgatan (österut)
- Brobergsterrassen (österut)
- Kajsaniemistranden (västerut), Brobergskajen (österut)